# Wawrzyszów (województwo mazowieckie)
Wawrzyszów dawniej też Waryszów – wieś w Polsce położona w województwie mazowieckim, w powiecie radomskim, w gminie Wolanów.  Ma status sołectwa.
| SIMC    | Nazwa            | Rodzaj    |
| ------- | ---------------- | --------- |
| 0641740 | Dzika Niwa       | część wsi |
| 0641756 | Wawrzyszów-Wygon | część wsi |
| 0641762 | Wykazy           | część wsi |

W skład sołectwa Wawrzyszów wchodzą: Wawrzyszów (właściwy), Wawrzyszów-Wygon i Dzika Niwa, która od roku 2004 figuruje pod nazwą Wawrzyszowa. 
Był wsią klasztoru cystersów wąchockich w województwie sandomierskim w ostatniej ćwierci XVI wieku.  W latach 1975–1998 miejscowość należała administracyjnie do województwa radomskiego.
Wierni Kościoła rzymskokatolickiego należą do parafii św. Jana Chrzciciela i św. Stanisława Kostki w Mniszku.